# Arrest Jean Reyners
Het arrest Jean Reyners is een uitspraak van het Europees Hof van Justitie van 21 juni 1974 (zaak 2/74),
inzake de vrijheid van vestiging in verband met de uitoefening van het beroep van advocaat.

## Toegang tot de balie
Sinds 1919 is de advocatuur in België slechts toegankelijk voor personen met de Belgische nationaliteit.
Krachtens artikel 428 van het Gerechtelijk Wetboek (1967) werd het Koninklijk Besluit van 24 augustus 1970 vastgesteld, met uitzonderingen op het vereiste van de Belgische nationaliteit.
In artikel 1, lid 3, was bepaald, dat een uitzondering mogelijk is bij een wederkerigheidsovereenkomst (of een verdrag) met een ander land wat betreft de onderlinge toegankelijkheid van de advocatuur. Zo'n wederkerigheidsovereenkomst ontbrak tussen België en Nederland. In Nederland was de advocatuur voorbehouden aan personen van de Nederlandse nationaliteit.

## Casus en procesverloop
Jean Reyners heeft de Nederlandse nationaliteit, evenals zijn ouders die zich in België hadden gevestigd.
Hij heeft in Brussel rechten gestudeerd en behaalde in 1957 het (Belgische) diploma van doctor in de rechten.
Dit diploma gaf toegang tot de advocatuur indien men de Belgische nationaliteit had.
Na het verschijnen van het Koninklijk Besluit van 24 augustus 1970 vraagt Reyners bij de Belgische Raad van State om vernietiging van dat besluit.
Hij achtte het vereiste van wederkerigheid (artikel 1, lid 3) in strijd met de vrijheid van vestiging.
De Raad van State heeft het Hof van Justitie verzocht om een prejudiciële beslissing.

## Rechtsvragen
- Heeft artikel 52 EEG-verdrag (vrijheid van vestiging) rechtstreekse werking? (Ja.)
- Is artikel 1, lid 3, van het Koninklijk Besluit van 24 augustus 1970 in strijd met de vrijheid van vestiging? (Ja.)

## Uitspraak Hof
Reyners wordt in het gelijk gesteld.
Artikel 52 EEG-verdrag (vrijheid van vestiging) heeft directe werking.
De uitzondering van artikel 55 EEG-verdrag (werkzaamheden ter uitoefening van het openbaar gezag) geldt niet voor het beroep van advocaat.

## Vervolg
Reyners had een Belgisch diploma, maar niet de Belgische nationaliteit.
Na het arrest Reyners volgen de arresten Vlassopoulou (1991) en Gebhard (1995), inzake vrije vestiging als advocaat, nu met een buitenlands diploma (Grieks advocate in Duitsland, Duits advocaat in Milaan).